# Bukova Gora, Kočevje
Bukova Gora este o localitate din comuna Kočevje, Slovenia.